# Sępik
Sępik (niem. Geiers Berg) – wzniesienie o wysokości 356 m n.p.m. w polskiej części Gór Opawskich w Sudetach Wschodnich.

## Charakterystyka
Wzniesienie położone na obszarze Parku Krajobrazowego Gór Opawskich w północno środkowej części Gór Opawskich zwanej Lasem Prudnickim, na północnej ich krawędzi, około 2 km na południowy wschód od centrum miejscowości Dębowiec.
Niewielkie kopulaste wzniesienie Gór Opawskich w południowo-wschodniej części Lasu Prudnickiego między Świętą Górą po północnej stronie a południową granicą polsko-czeska po południowej stronie. Od wzniesienia po północnej stronie oddzielone jest niewielkim siodłem. Wznosi się w środkowym odcinku bocznego grzbietu odchodzącego od głównego pasma Gór Opawskich. Wzniesienie charakteryzuje się nieregularną rzeźbą i ukształtowaniem oraz dość stromymi zboczami i wyrazistym szczytem. Wzgórze wyraźnie wydzielają wykształcone doliny bezimiennego dopływu Trzebinki i Granicznego Potoku. Wzniesienie zbudowane z skał osadowych pochodzenia morskiego, głównie piaskowców, szarogłazów. Zbocza wzniesienia pokrywa niewielka warstwa młodszych osadów z okresu zlodowaceń plejstoceńskich. Cała powierzchnia wzniesienia łącznie z partią szczytową porośnięta jest lasem. Południowym zboczem prowadzi granica państwowa. U północno-wschodniego podnóża wzniesienia, położona jest miejscowość Trzebina. Położenie wzniesienia oraz kształt czynią wzniesienie rozpoznawalnym w terenie.

## Inne
- Okolice wzniesienia są jednym z mniej znanych miejsc w Górach Opawskich.
- W przeszłości wzniesienie nosiło nazwę niem.  Geiers Berg  nazwa Sępik jest dokładnym tłumaczeniem niemieckiej nazwy.
- Wschodnim i południowym zboczem wzniesienia przechodziła historyczna granica między lasem, który był własnością Prudnika, a lasem trzebińskim[3].
- Grzbietem wzgórza przez szczyt równoleżnikowo biegnie długi okop z okresu II wojny światowej ze stanowiskami strzeleckimi skierowanymi na północ. Okopy mają charakter pojedynczych izolowanych odcinków[3].
- Nazwa wzniesienia Geiers Berg figurowała już na mapach z końca XIX w.[3]
- Na stokach wzniesienia zachowało się kilka niewielkich kamieniołomów.
- W przeszłości połowa wzgórza należało do miasta Prudnika a druga połowa była na terenie Trzebiny.
- U południowego podnóża Sępika położona jest największą atrakcja – Dolina Ziębia zwana również Doliną Marii, która biegnie granicą polsko-czeską.
- U południowego podnóża wzniesienia stykały się trzy granice oddzielające od siebie ziemie: Trzebiny, Jindřichova i lasu należącego do miasta Prudnika[3].

## Turystyka
W pobliżu szczytu wzniesienia przechodzi szlaki turystyczne
- – prowadzi poniżej szczytu południowym zboczem.
- – Szlak Historyczny Lasów Królewskiego Miasta Prudnika prowadzi poniżej szczytu północnym zboczem.